# Мавулис
Мавулис (себ. Y'Ami, илок. Mavulis) — необитаемый остров в архипелаге Батанес.
Остров площадью 1,1 км² находится в Лусонском проливе в 98 км южнее тайваньского острова Ланьюй.
Мавулис — самая северная точка Филиппин.
Остров необитаем, но охраняется военными. Его также часто посещают местные рыбаки (в основном из Итбаята, к которому относится административно, и Баско) ради рыбалки. На острове построено укрытие для военных и рыбаков, сооружены опреснительная установка, вертолётная площадка и маяк. На вершине холма установлен флагшток.
Геологически Мавулис является частью Лусонской вулканической дуги. Остров скалистый на побережье, но покрыт пышной растительностью, включая мангровые заросли, пальмы вуявуй и другие местные кустарники. На острове в большом количестве обитают пальмовые воры.